# Marie N

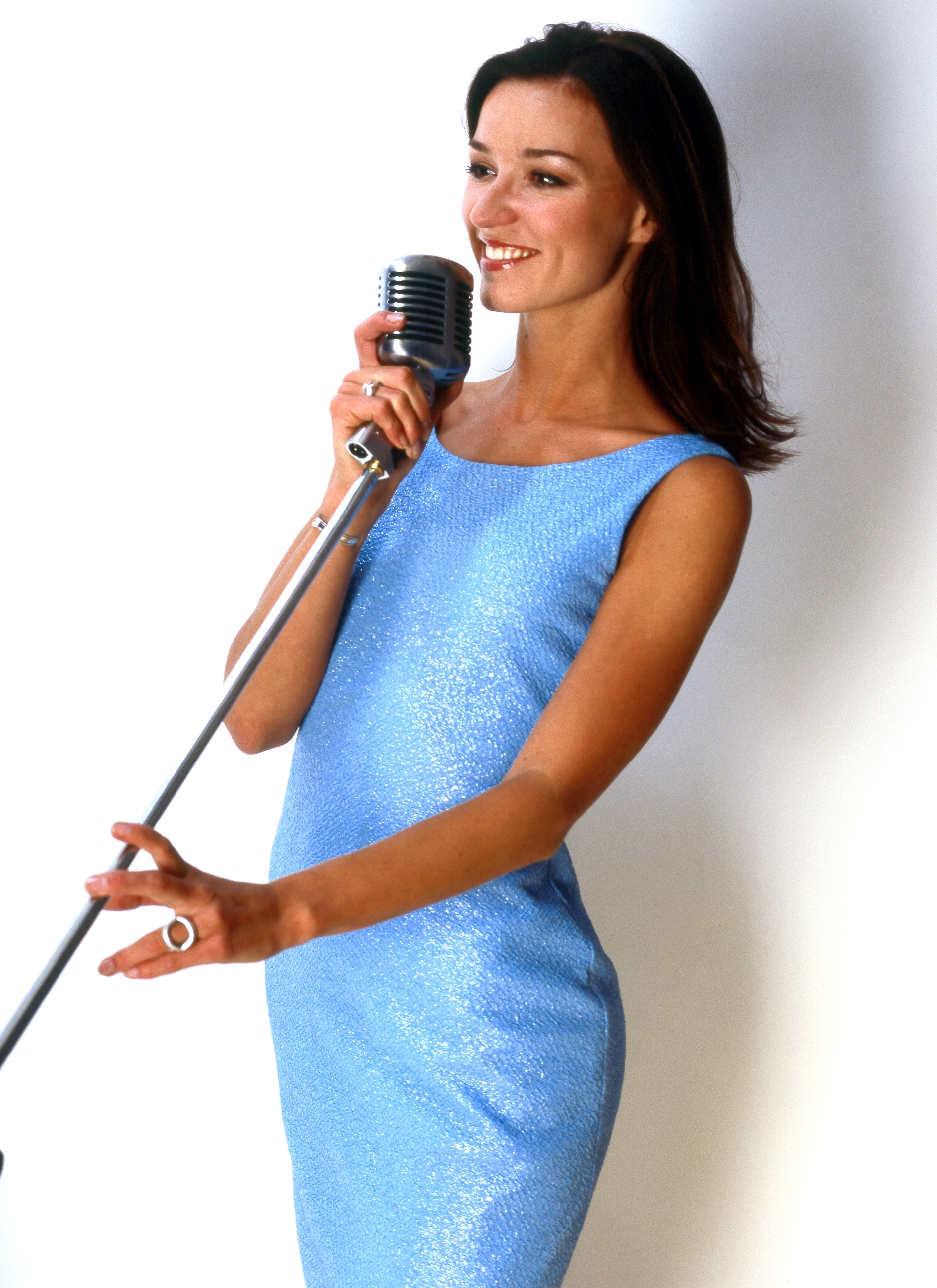
Marija Naumova (2004)

Marija Naumova (russisch Мария Наумова, [maˈriːja naˈumova]; * 23. Juni 1973 in Riga) ist eine lettische Pop- und Musical-Sängerin. Ihr internationaler Künstlername lautet Marie N.

## Biografie
Marijas Eltern sind russischer Herkunft. Marija kam durch ihre Mutter, die beruflich Schauspielerin ist, in früher Kindheit zum Theater und spielte ihre erste Rolle im Alter von zehn Jahren. Als Sängerin hingegen trat sie erstmals 1994 in Erscheinung, als sie sich an landesweiten Talentwettbewerben beteiligte. Ab 1997 arbeitete sie mit Raimonds Pauls, der in russischer Sprache ihr erstes Soloalbum До светлых слёз komponierte und veröffentlichte. Seit sie 1998 aus Anlass des 100. Geburtstages George Gershwins auftrat und ein weiteres Konzert mit ihrer Beteiligung auf CD erschien, ist sie in den lettischen Medien stark präsent.
Kritik aus Estland und Litauen erfuhr sie für ihre Statements, denen zufolge russische Künstler in den baltischen Republiken aus ethnischen und politischen Motiven benachteiligt würden.
Im Jahre 2000 nahm sie das erste Mal an der lettischen Vorentscheidung des Eurovision Song Contest teil, aus dem jedoch Prāta Vētra mit Sänger Renārs Kaupers siegreich hervorgingen, die schließlich in Stockholm den dritten Platz belegten. Ihr erstes Album in lettischer Sprache, Ieskaties acīs, erschien im gleichen Jahr in Zusammenarbeit mit in Lettland renommierten Künstlern der klassischen Musik wie Elīna Garanča. Dieses Album erhielt in Lettland 2001 die Auszeichnung in Platin als bestverkaufter Tonträger.
Nach einem zweiten Platz hinter Arnis Mednis im gleichen Jahr bei der Eurovision-Song-Contest-Vorentscheidung mit dem Lied Hey Boy Follow Me gewann sie diesen im Folgejahr mit I Wanna und wurde in Tallinn Siegerin des Eurovision Song Contest 2002, den sie 2003 zusammen mit Renārs Kaupers von Prāta Vētra aus Riga moderierte. Kommerziell gesehen war I Wanna ein großer Flop und einer der erfolglosesten Gewinnersongs aller Zeiten.
Naumova ist goodwill envoy von UNICEF.

## Diskografie
Alben
- 1998: До светлых слёз
- 2000: Ieskaties acīs
- 2001: Ma Voix, Ma Voie
- 2002: On a Journey
- 2002: Noslēpumi
- 2004: Nesauciet sev līdzi
- 2005: Another Dream
- 2010: Lullabies